# Kątki (powiat sztumski)
Kątki (niem. Kantken, Kontken) – wieś w Polsce w województwie pomorskim, w powiecie sztumskim, w gminie Stary Targ. Wieś jest siedzibą sołectwa Kątki, w którego skład wchodzą również miejscowości Klecewo i Mleczewo.

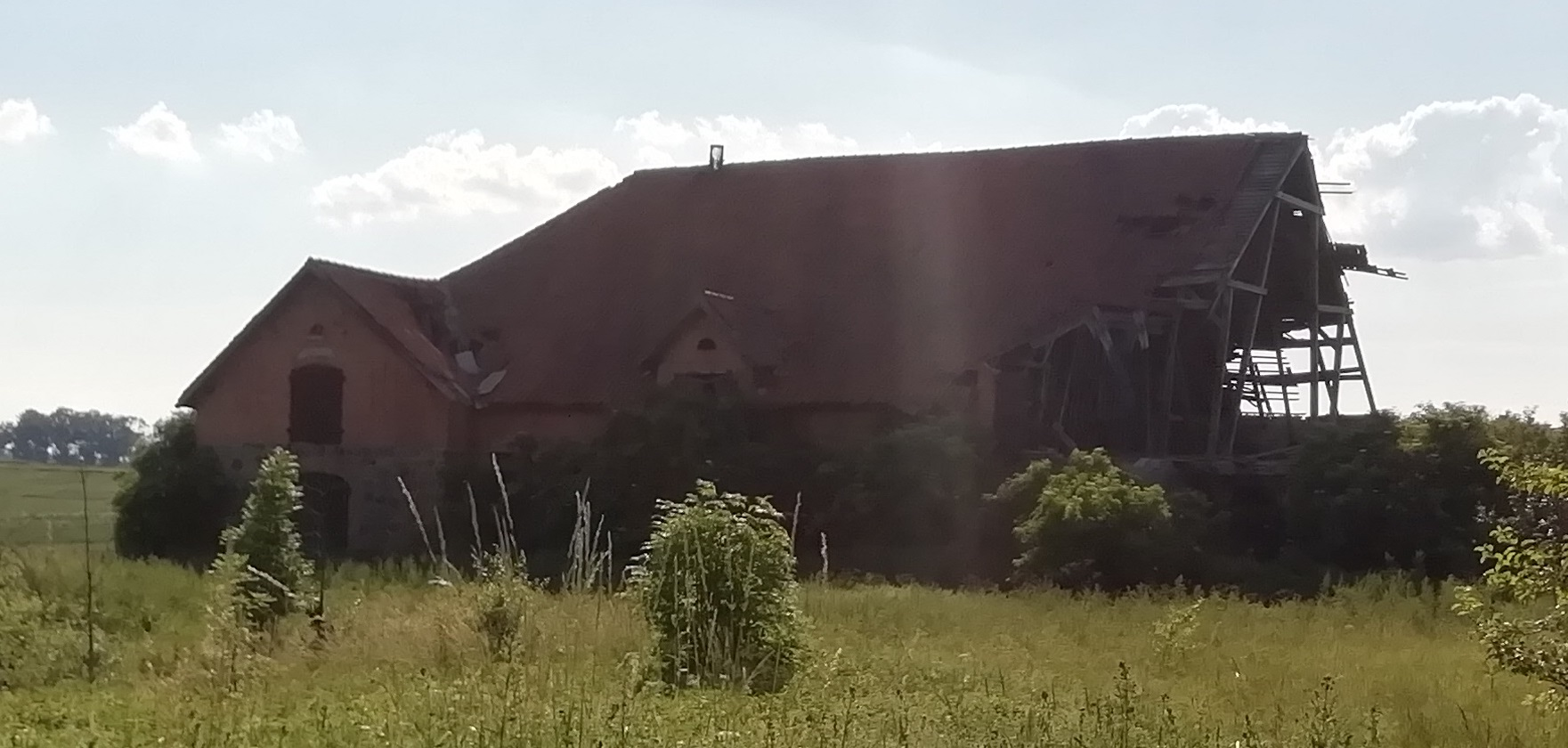
Dwór w Kątkach

Miejscowość powstała jako osada folwarczna składająca się z dworu, parku oraz budynków gospodarczych i inwentarskich; na zachód od folwarku istniał niewielki zespół czworaków. Były to dobra rycerskie. Wieś należała do dóbr czernińskich. Pierwsza wzmianka o wsi pochodzi z 1345, kiedy to nosiła nazwę die Kante i należała do Klausa von dem Kante. W XV wieku nosiła już nazwę Kantke. W I połowie XVI wieku była własnością Oswalda Branta. Wówczas nosiła nazwę Kandtke, a następnie Kantichen. Wieś szlachecka położona była w I Rzeczypospolitej w województwie malborskim. Przed 1626 podzielono ją na dwa majątki, oddzielone głębokim rowem. Potem przyjęła nazwę Kądki, jako właściciel w połowie XVII wieku wymieniany jest Szeliski. W czasie konfederacji barskiej w latach 1768–1772 miejscowość i jej okolica uległy mocnym zniszczeniom. Przez trzy lata stacjonowały we wsi wojska rosyjskie. Zubożono wówczas lasy i wycieńczono wieś. Właścicielami wsi w XVIII i XIX wieku byli m.in.: Jan Szeliski, Fabian Ciborski, Teodor Sierakowski, Stefan Zalewski, Kajetan Sierakowski, Marianna z Lubomirskich Niewieścińska, Michał Kalkstein i Ignacy Tolkemitt. Pod koniec XIX wieku w miejscowości mieszkało około 120 osób, głównie katolików (było też niewielu ewangelików). W 1925 ówczesny właściciel Ingo Springborn wybudował stajnię. Większość przedwojennych mieszkańców zamieszkała w Niemczech. W latach 1945–1975 miejscowość administracyjnie należała do województwa gdańskiego, a w latach 1975–1998 do województwa elbląskiego. Większość mieszkańców osiadłych w Kątkach po 1945 pochodzi z Lubelszczyzny.
Dawny układ przestrzenny wsi nie został zachowany. Zachowało się wiele przedwojennych budynków, m.in. dwór, w okolicy którego znajdują się posiadające tajemniczy charakter dwa kamienie, z których jeden nazywany jest „diabelskim”. Od ok. 1876 przez wieś przebiega odcinek linii kolejowej łączący Iławę z Malborkiem. Główna droga przebiegająca przez wieś posiada nawierzchnię z trylinki.